# Mettenijepolder
De Mettenijepolder (ook: Mettenyepolder) is een polder ten westen van Nieuwvliet, behorend tot de Polders van Cadzand, Zuidzande en Nieuwvliet.
De polder werd in 1543 bedijkt door toedoen van Jan Adornis, die echter in het genoemde jaar al overleden was. De polder werd genoemd naar de echtgenote van Jan, Catherine Metteneye, welke overleed in 1545. De polder is 78 ha groot.

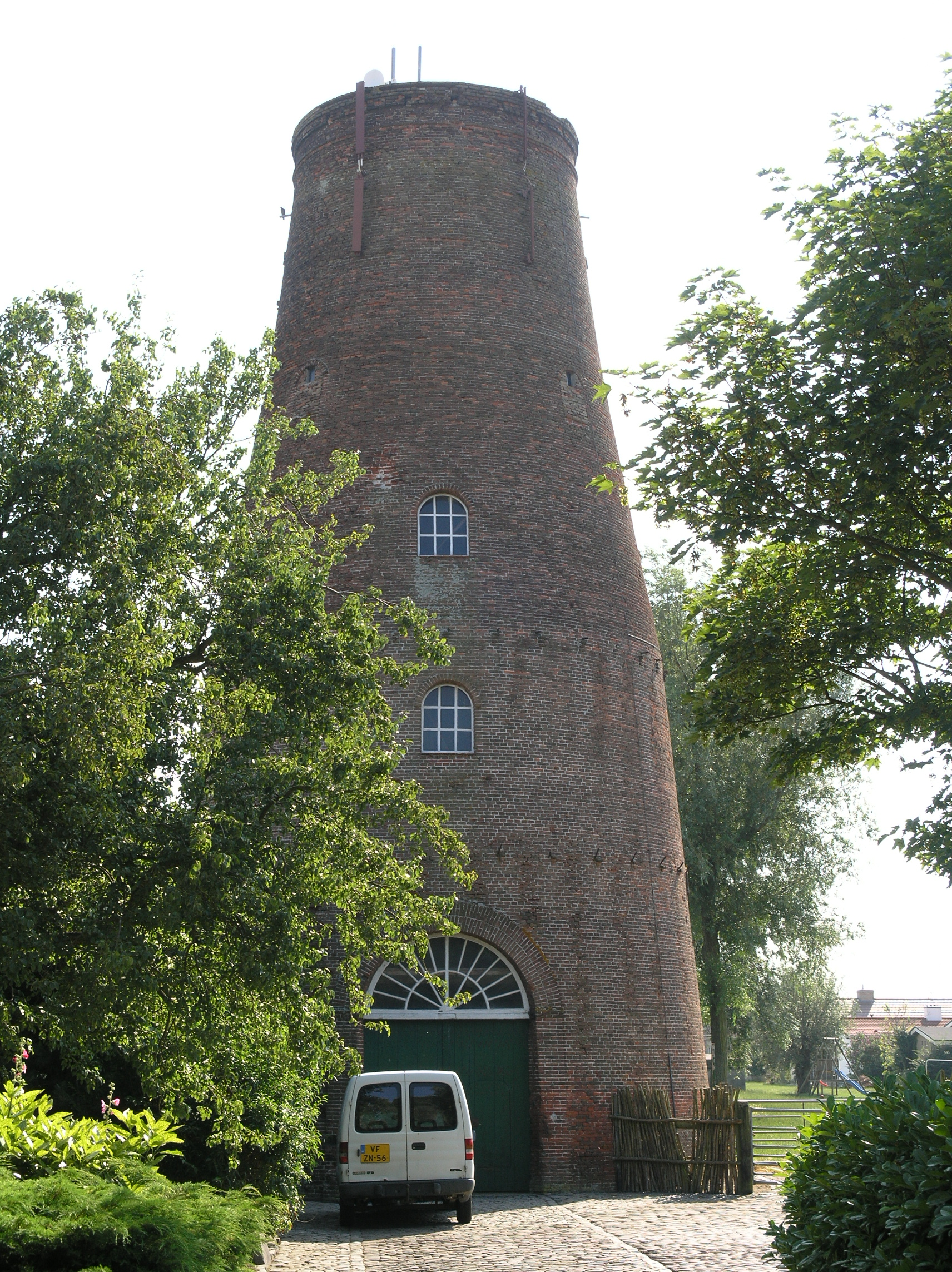
De Molen Luteyn is een opvallend bouwwerk in de Mettenijepolder

De Mettenijepolder wordt begrensd door de Mettenijedijk, Ter Moere 1, Ter Moere 3 en de Sint Jansdijk. In de polder ligt de Cadzandseweg, met een deel van de bebouwing van Nieuwvliet en de Molen Luteyn, een opvallende molenromp. In het zuiden van de polder ligt de buurtschap Ter-Moere.